# منتخب سيليزيا لكرة القدم
منتخب سيليزيا لكرة القدم (بالبولندية: Reprezentacja Śląska w piłce nożnej mężczyzn)‏ هو ممثل سيليزيا الرسمي في المنافسات الدولية في كرة القدم في فئة كرة القدم للرجال.